# Castel del Monte Bombino Nero
Il  Castel del Monte Bombino Nero  è un vino rosato a Denominazione di Origine Controllata e Garantita (DOCG) prodotto nei comuni di Minervino Murge, Andria, Trani in provincia di Barletta-Andria-Trani ed i comuni di Corato, Ruvo di Puglia, Terlizzi, Palo del Colle, Toritto, Bitonto, Binetto nella città metropolitana di Bari

## Vitigni con cui è consentito produrlo
- Bombino nero minimo 90%.
- Altri vitigni a bacca nera non aromatici, idonei alla coltivazione nella regione Puglia per la zona di produzione omogenea "Murgia Centrale" nella misura massima del 10%

## Tecniche di produzione
I vigneti devono rispondere ai requisiti esposti ai punti che seguono:
- Per i nuovi impianti e i reimpianti la densità non può essere inferiore a 4 000 ceppi/ha allevati ad alberello o controspalliera.
- È vietata ogni pratica di forzatura.
- È consentita l'irrigazione di soccorso.

Tutte le operazioni di vinificazione, invecchiamento e imbottigliamento, debbono essere effettuate nella zona DOCG.

## Caratteristiche organolettiche
- colore rosato più o meno intenso;
- odore: caratteristico, delicato, fruttato;
- sapore: asciutto, armonico;
- zucchero riduttore residuo non superiore a 10,0 g/l.

## Storia
La tradizione vitivinicola millenaria della zona è attestata da numerosi documenti di notevole valore
storico (archivi e biblioteche monastiche) e da opere d'arte risalenti al periodo della Magna Grecia (Museo Jatta), sono l'attestazione fondamentale dello stretto legame esistente tra i fattori umani e le qualità e le caratteristiche peculiari del vino.
L'uomo, intervenendo sul territorio, ha nel corso dei tempi tramandato le tradizionali tecniche di coltivazione ed enologiche, che nell'epoca moderna, grazie al progresso scientifico e tecnologico sono state notevolmente migliorate ed affinate fino all'ottenimento di vini che al giorno d'oggi godono di notevole fama per le loro qualità particolari sia a livello nazionale che mondiale.
Precedentemente all'attuale disciplinare questo vino è stato riconosciuto DOC con decreto del 19/05/1971 (G.U. 26/07/1971 n. 188), successivamente riconosciuto DOCG con DM 04.10.2011 (GU n. 243 - 18.10.2011) modificata con DM 30.11.2011 (Pubblicato sul sito ufficiale del Mipaaf Sezione Qualità e Sicurezza - Vini DOP e IGP) 
Secondo il disciplinare del 1971 il "Castel del Monte Bombino Nero" risultava un vino ottenuto dalla fermentazione delle seguenti uve:
- Bombino nero: 90.0% - 100.0%
- Altri vitigni a bacca nera non aromatici, idonei alla coltivazione nella regione Puglia nella misura massima del 10%.

E con le seguenti caratteristiche:
- resa_uva=130 q
- resa_vino=70,0%
- titolo_uva=10,0%
- titolo_vino=11,0%
- estratto_secco=16,0‰
- colore: rosato più o meno intenso
- odore: delicatamente vinoso, caratteristico, fruttato
- sapore: asciutto, armonico, delicato

## Abbinamenti consigliati
Orecchiette con le cime di rapa.